# Annales Petaviani
Annales Petaviani („Jahrbücher des Petau“) ist die moderne Bezeichnung für ein frühmittelalterliches Geschichtswerk in lateinischer Sprache.
Der Name geht auf den früheren Besitzer einer der beiden Handschriften zurück, die André Duchesne für seine Erstedition in den Historiae Francorum scriptores unter dem Titel Annales alii Francorum ab anno DCCVIII usque ad annum DCCC benutzt hat, den französischen Büchersammler und Rat am Parlement de Paris, Alexandre Petau. Die Annalen behandeln in regelmäßigen Aufzeichnungen die Zeit von 708 bis 799. Die Schilderung bis 771 stellt allerdings eine Kompilation aus älteren Quellen dar, bevor die eigenständige Darstellung einsetzt. Die Annalen enthalten einige wertvolle Mitteilungen für die Karolingerzeit, etwa hinsichtlich des vermutlichen Geburtsjahrs Karls des Großen.

## Editionen
- Georg Heinrich Pertz u. a. (Hrsg.): Scriptores (in Folio) 1: Annales et chronica aevi Carolini. Hannover 1826, S. 3–18 (Monumenta Germaniae Historica, Digitalisat). Neudruck: Hiersemann, München 2011, ISBN 978-3-7772-6305-2.
- Annales Petaviani. Kritische Edition und Übersetzung, ed. von Gabriel Anhegger, Steffen Patzold, Louisa Schulz, Erik Wascheck (Tübinger Texte zur Mediävistik), Tübingen 2023, doi:10.15496/publikation-78092.
- Annales Petaviani. Kritische Edition und Übersetzung, ed. von Gabriel Anhegger, Steffen Patzold, Louisa Schulz, Erik Wascheck (MGH Studien und Texte 71), Wiesbaden 2024.